# NGC 7747
NGC 7747 је спирална галаксија у сазвежђу Пегаз која се налази на NGC листи објеката дубоког неба.
Деклинација објекта је + 27° 21' 38" а ректасцензија 23h 45m 32,5s. Привидна величина (магнитуда) објекта NGC 7747 износи 13,6 а фотографска магнитуда 14,4. Налази се на удаљености од 111,716 милиона парсека од Сунца. NGC 7747 је још познат и под ознакама UGC 12772, MCG 4-56-5, CGCG 477-3, PGC 72328.